# آوبرن (کالیفرنیا)
اوبرن  (به انگلیسی: Auburn) شهری در شهرستان پلاسر، کالیفرنیا ایالت کالیفرنیا است که در سرشماری سال ۲۰۱۰ میلادی، ۱۳۳۳۰ نفر جمعیت داشته است.